# صوت الأمة (أرمينيا)
صوت الأمة  هو حزب سياسي أرمني.

## التاريخ
عقد الحزب مؤتمره التأسيسي في 21 أبريل 2021 بقيادة المغني مهر ميسروبيان. لا يتمتع الحزب بأي تمثيل سياسي داخل الجمعية الوطنية ويعمل حاليًا كقوة خارج البرلمان.
عقد مهر ميسروبيان اجتماعا مع هايك بابوخانيان زعيم حزب «نحو روسيا». ناقش الزعيمان إمكانية التعاون بين الطرفين. كما حضر الاجتماع ممثلون عن اتحاد الحقوق الدستورية وحزب الوحدة الوطنية. دعت الأطراف الأربعة إلى تكامل أكبر بين أرمينيا وروسيا، بينما دعمت أيضًا توثيق العلاقات بين أرتساخ وروسيا. في 13 أبريل 2021 أعلن كل من حزب صوت الأمة وحزب نحو روسيا واتحاد الحقوق الدستورية رسميًا عن تحالف سياسي بينهما باسم «الاتحاد الجديد».
بعد الاحتجاجات الأرمنية 2020-2021 أكد الحزب أنه سيشارك في الانتخابات البرلمانية الأرمينية لعام 2021، لكن في النهاية فشل الحزب في التسجيل.

## الأيديولوجيا
الحزب مؤيد بشدة لروسيا، ويدعو أرمينيا إلى إنشاء شراكة دولة اتحاد مع روسيا. كما يدعو الحزب إلى زيادة عدد المدارس الروسية وفصول تعليم اللغة الروسية في أرمينيا.
انتقد الحزب تحالف خطوتي الحاكم السابق، واصفًا إياهم بالعولمة التي يحكمها جورج سوروس. كما كان مهر غير داعم للاحتجاجات الديمقراطية بما في ذلك الثورة الأرمنية 2018 والاحتجاجات البيلاروسية 2020-2021، وألمح إلى دعمه لألكسندر لوكاشينكو.